# Listă de companii de retail din România
Listă de companii de retail din România:
- Andromede Decor
- Cărturești
- Comat Auto
- Diverta
- Teilor - lanț de bijuterii cu 16 magazine [1]